# Lakridsrod
Lakridsrod er den tørrede rod af planten Glat Lakrids (Glycyrrhiza glabra), der gror vildt og dyrkes i Middelhavsområdet, Mellemøsten og dele af Asien, såsom Indien og Nepal. Roden gror ned til ca. 1 meters dybde, og den skal være mindst 3 år gammel før høst.
Ekstrakten fra Lakridsroden bliver brugt til fremstilling af lakrids.
Lakridsrod kan anvendes til rigtig mange ting, bl.a. kan den anvendes til sukkervarer, likørfremstilling, og til at tygge på som slik.
Derudover kan lakridsroden anvendes i urtete, som derved den får den karakteristiske lakridssmag.
| Mad og drikke | Spire Denne artikel om mad og drikke er en spire som bør udbygges. Du er velkommen til at hjælpe Wikipedia ved at udvide den. |